# Primera División de la República Federal de Yugoslavia 2001-02
La Primera División de la República Federal de Yugoslavia, en su temporada 2001-02, fue la 10ª edición del torneo, y es la última que se celebrará bajo esta denominación, A partir de la próxima temporada será llamada Primera División de Serbia y Montenegro. El campeón fue el club Partizan de Belgrado que consiguió su 17° título en su historia.

## Formato de competición
Los mejores dieciocho clubes del país participaron en la competición y se agrupan en un único grupo en que se enfrentan dos veces a sus oponentes. Al final de la temporada los cuatro últimos de la clasificación son relegados y sustituidos por los cuatro mejores clubes de la Segunda Liga.

## Primera Liga
| Pos | Club                   | PJ | PG | PE | PP | GF | GC | DG  | Pts |
| --- | ---------------------- | -- | -- | -- | -- | -- | -- | --- | --- |
| 1.  | Partizan Belgrado      | 34 | 25 | 6  | 3  | 85 | 33 | +52 | 81  |
| 2.  | Estrella Roja Belgrado | 34 | 18 | 12 | 4  | 54 | 28 | +26 | 66  |
| 3.  | Sartid Smederevo       | 34 | 17 | 7  | 10 | 46 | 36 | +10 | 58  |
| 4.  | Obilić Belgrado        | 34 | 16 | 8  | 10 | 52 | 41 | +11 | 56  |
| 5.  | Zeta Golubovci         | 34 | 15 | 7  | 12 | 48 | 50 | -2  | 52  |
| 6.  | Železnik Belgrado      | 34 | 14 | 7  | 13 | 41 | 42 | -1  | 49  |
| 7.  | Rudar Pljevlja         | 34 | 13 | 8  | 13 | 35 | 33 | +2  | 47  |
| 8.  | Vojvodina Novi Sad     | 34 | 10 | 16 | 8  | 34 | 26 | +8  | 46  |
| 9.  | OFK Belgrado           | 34 | 12 | 10 | 12 | 44 | 37 | +7  | 46  |
| 10. | Rad Belgrado           | 34 | 13 | 7  | 14 | 45 | 41 | +4  | 46  |
| 11. | Sutjeska Nikšić        | 34 | 14 | 4  | 16 | 32 | 45 | -13 | 46  |
| 12. | Zemun Belgrado         | 34 | 12 | 9  | 13 | 49 | 43 | +6  | 45  |
| 13. | Hajduk Kula            | 34 | 12 | 9  | 13 | 38 | 42 | -4  | 45  |
| 14. | Čukarički Belgrado     | 34 | 12 | 7  | 15 | 40 | 40 | 0   | 43  |
| 15. | Mladost Lučani         | 34 | 12 | 6  | 16 | 42 | 42 | 0   | 42  |
| 16. | Zvezdara Belgrado      | 34 | 7  | 8  | 19 | 35 | 64 | -29 | 29  |
| 17. | Mladost Apatin         | 34 | 4  | 12 | 18 | 26 | 64 | -38 | 24  |
| 18. | Radnički Kragujevac    | 34 | 6  | 5  | 23 | 25 | 64 | -39 | 23  |

### Máximos Goleadores
| Goles               | Jugador        | Club |
| ------------------- | -------------- | ---- |
| Zoran Đurašković    | Mladost Lučani | 27   |
| Ilija Stolica       | Zemun Belgrado | 19   |
| Nenad Mirosavljevic | FK Smederevo   | 14   |
| Zvonimir Vukic      | FK Partizan    | 14   |
| Igor Bogdanovic     | FK Vojvodina   | 13   |
| Bojan Filipović     | FK Obilić      | 13   |

## Segunda Liga
| Pos | Club               | PJ | PG | PE | PP | GF | GC | DG | Pts |
| --- | ------------------ | -- | -- | -- | -- | -- | -- | -- | --- |
| 1.  | Radnicki Obrenovac |    |    |    |    |    |    |    |     |
| 2.  | Radnicki Nis       |    |    |    |    |    |    |    |     |
| 3.  | Javor Ivanjica     |    |    |    |    |    |    |    |     |
| 4.  | Mogren Budva       |    |    |    |    |    |    |    |     |